# Heterolepidoderma
Heterolepidoderma is een geslacht van buikharigen uit de familie Chaetonotidae. De wetenschappelijke naam van het geslacht werd in 1927 voor het eerst geldig gepubliceerd door Adolf Remane.

## Soorten[2]
- Heterolepidoderma acidophilum Kanneby, Todaro & Jondelius, 2012
- Heterolepidoderma arenosum Kisielewski, 1988
- Heterolepidoderma armatum Schrom, 1966
- Heterolepidoderma axi Mock, 1979
- Heterolepidoderma baium Hummon, 2010
- Heterolepidoderma brevitubulatum Kisielewski, 1981
- Heterolepidoderma caudosquamatum Grilli, Kristensen & Balsamo, 2009
- Heterolepidoderma clipeatum Schrom, 1972
- Heterolepidoderma contectum Schrom, 1972
- Heterolepidoderma dimentmani Kisielewski, 1999
- Heterolepidoderma famaillensis Grosso & Drahg, 1991
- Heterolepidoderma foliatum Renaud-Mornant, 1967
- Heterolepidoderma gracile Remane, 1927
- Heterolepidoderma grandiculum Mock, 1979
- Heterolepidoderma hermaphroditum Wilke, 1954
- Heterolepidoderma illinoisensis Robbin, 1965
- Heterolepidoderma istrianum Schrom, 1972
- Heterolepidoderma joermungandri Kanneby, 2011
- Heterolepidoderma jureiense Kisielewski, 1991
- Heterolepidoderma kossinense (Preobrajenskaja, 1926)
- Heterolepidoderma lamellatum Balsamo & Fregni, 1995
- Heterolepidoderma longicaudatum Kisielewski, 1979
- Heterolepidoderma loricatum Schrom, 1972
- Heterolepidoderma macrops Kisielewski, 1981
- Heterolepidoderma majus Remane, 1927
- Heterolepidoderma mariae Garraffoni & Melchior, 2015
- Heterolepidoderma marinum Remane, 1926
- Heterolepidoderma multiseriatum Balsamo, 1978
- Heterolepidoderma obesum d'Hondt, 1967
- Heterolepidoderma obliquum Saito, 1937
- Heterolepidoderma ocellatum (Metschnikoff, 1865)
- Heterolepidoderma patella Schwank, 1990
- Heterolepidoderma pineisquamatum Balsamo, 1981
- Heterolepidoderma sinus Kolicka, Jankowska & Kotwicki, 2015
- Heterolepidoderma tenuisquamatum Kisielewski, 1981
- Heterolepidoderma trapezoidum Kanneby, 2011

### Taxon inquirendum
- Heterolepidoderma fallax' Remane, 1936
- Heterolepidoderma loripes' Martin, 1981

### Synoniemen
- Heterolepidoderma brevituberculatum Kisielewski, 1981 => Heterolepidoderma brevitubulatum Kisielewski, 1981
- Heterolepidoderma domentmani Kisielewski, 1999 => Heterolepidoderma dimentmani Kisielewski, 1999
- Heterolepidoderma kossinensis (Preobrajenskaja, 1926) => Heterolepidoderma kossinense (Preobrajenskaja, 1926)